# Tony Trimmer
Tony Trimmer (Maidenhead, Berkshire, Engleska, 24. siječnja 1943.) je bivši britanski vozač automobilističkih utrka. U Formuli 1 se pokušao kvalificirati na šest utrka od 1975. do 1978., ali nijednom nije uspio. Nastupao je i na neprvenstvenim utrkama Formule 1, a najbolji rezultat je ostvario na utrci International Trophy 1978., kada je u McLarenu osvojio treće mjesto. Osvojio je naslov prvaka u Britanskoj Formuli 1 1978. za momčad Melchester Racing.

## Vanjske poveznice
- Tony Trimmer - Stats F1
- Tony Trimmer - Driver Database